# Миддлтон, Том
Том Миддлтон (англ. Tom Middleton; 18 августа 1971, Лондон) — британский композитор, звукорежиссёр, продюсер и диджей, ремиксер.

## Биография
В начале 1990-х годов он работал с Ричардом Д. Джеймсом, а затем выпустил свой первый сольный альбом. Позже он объединился с Марком Притчардом и они записывались под разными псевдонимами.
Они основали собственный лейбл Evolution, который позже сменил название на Universal Language Productions. Миддлтон также выпускал сольные проекты в разных жанрах, включая хаус, прогрессивную хаус-музыку и эмбиент.
Он сотрудничал с другими музыкантами и выпустил несколько миксов, которые получили положительные отзывы от критиков. Также Миддлтон музыкант с классическим образованием, играет на пианино и виолончели.

## Дискография

### Альбомы
- Lifetracks (2007)
- Glasstracks (2011)
- Sleep Better (2018)